# Ӝ
O Ӝ ӝ (Je com diérese) é uma letra do alfabeto cirílico utilizada apenas na língua udmurte. Representa a africada sonora pós-alveolar /d͡ʒ/.
No gagauz e no moldavo uma letra semelhante, o Ӂ (Je com braquia), é utilizado para o mesmo som.